# (35274) Kenziarino
(35274) Kenziarino est un astéroïde de la ceinture principale.

## Description
(35274) Kenziarino est un astéroïde de la ceinture principale. Il fut découvert le 7 septembre 1996 à Nanyo par Tomimaru Okuni. Il présente une orbite caractérisée par un demi-grand axe de 2,30 UA, une excentricité de 0,13 et une inclinaison de 5,3° par rapport à l'écliptique.

## Compléments